# Cialinen
Cialinen är ett tyg av italienskt ursprung, vävt i tuskaft-teknik. Det används främst inom bokbinderi för klädsel av pärmar. På tygets baksida är papper fabrikslimmat med arkiveringssäkert akryllim.
Pappersbeläggningen utgör spärr mot limgenomslag till tygets framsida vid limningen mot pappen i bokpärmen.